# Cycle d'orientation
 (septembre 2022).
Si vous disposez d'ouvrages ou d'articles de référence ou si vous connaissez des sites web de qualité traitant du thème abordé ici, merci de compléter l'article en donnant les références utiles à sa vérifiabilité et en les liant à la section « Notes et références ».
En Suisse, dans les cantons de Fribourg, de Genève et du Valais, un cycle d'orientation est un établissement d'enseignement du secondaire I (correspondant aux 9e, 10e et 11e année de scolarité) formant des élèves ayant de 12 à 15 ans. C'est le troisième cycle de l'enseignement public obligatoire qui, comme son nom l'indique, met particulièrement en avant la question du choix/projet et, par conséquent, de l'orientation professionnelle ou scolaire que sont amenés à faire/prendre les jeunes de cet âge. Le cycle d'orientation évite une sélection précoce et définitive.

## Description
La scolarité est adaptée aux rythmes d’apprentissage des jeunes. Au cours de ces trois années, une réorientation est toujours possible, en fonction de l’évolution des résultats scolaires et de l'élaboration progressive, par l'élève lui-même, de son projet de formation. Il a également pour objectif de développer l’ouverture d’esprit, la faculté de communiquer, l’autonomie et la solidarité nécessaires à de futurs citoyens et citoyennes éclairés.
Toutes les filières d'enseignement du cycle d'orientation donnent accès, en cas de promotion, au secondaire II. Cependant, l'accès à certaines formations du secondaire II, par exemple l'enseignement gymnasial, peut être restreint à certaines filières. En cas de non promotion, le jeune s'oriente vers des solutions transitoires. 
L'équivalent du cycle d'orientation dans les cantons de Vaud, Neuchâtel, Jura et Berne, est l'école secondaire. Dans le canton du Tessin, il s'agit de la Scuola Media.

## Plan d'études
La formation est organisée en six domaines d'études pluri-disciplinaires : langues (français, allemand, anglais), mathématiques et sciences de la nature, sciences humaines et sociales (histoire, géographie, citoyenneté), arts (arts visuels, musique, activités créatrices et manuelles), corps et mouvement (éducation physique, éducation nutrionnelle), et éducation numérique (sciences informatiques, médias).